# 여마동
여마동(呂馬童, ? ~ 기원전 171년)은 중국 초한전쟁기의 군인이다. 전한 고제의 제101위 공신으로, 시호는 중수장후(中水莊侯)이다.

## 생애
고제 원년(기원전 206년), 호치(好畤)에서 몸을 일으켜 낭중기장(郞中騎將)으로 고제를 따랐다. 이후 사마(司馬)로서 초나라 장수 용저를 쳤다.
고제 5년(기원전 202년), 기사마(騎司馬)로서 해하 전투에서 진 서초패왕 항우를 추격해서 오강에 이른 한나라 군대 속에 있었다. 항우와 대면하여, 항우가 물었다. “너는 내 옛 사람이 아니냐?” 이에 고개를 돌리고 왕예에게 지시하여 말했다. “저 사람이 항왕입니다.” 항우가 말했다. “내 머리를 한왕이 천금과 봉읍 만 호로 산다 하니, 내가 너에게 얻게 하겠노라.” 그리고 자결했다. 한나라 군대가 서로 죽이기까지 하며 항우의 시체를 다투니, 이미 머리를 취한 왕예 외에 낭중기 양희·낭중 여승·양무와 함께 항우의 시체 일부를 얻었다. 다섯 명이서 그 시체를 맞추어보니 맞아서 함께 제후가 되었다. 고제 7년(기원전 200년) 정월 기유일에 중수후(中水侯) 1500호에 봉해졌다. 문제 9년(기원전 171년)에 죽어 시호를 장(莊)이라 하고, 아들 이후(夷侯) 여가(呂假) 혹 여하(呂瑕)가 뒤를 이었다. 이 시호는 항우의 시체를 얻은 다섯 명이 공통으로 받았다.

## 출전
- 사마천: 《사기》 권7 항우본기(項羽本記)·권18 고조공신후자연표(高祖功臣侯者年表)
- 반고: 《한서》 권16 고혜고후문공신표(高惠高后文功臣表)·권31 진승항적전(陳勝項籍傳) 중 항적